# Debra Paget
Debralee Griffin, coneguda artísticament com a Debra Paget (Denver, 19 d'agost de 1933), és una actriu estatunidenca.
Va créixer en una família immersa al món del xou-business, perquè la seva mare havia practicat el striptease i el seu germà i germanes es convertirien també en actors, professió en la qual Debra destacaria amb papers plens de sensual exotisme.
Va començar la seva carrera cinematogràfica als 15 anys, quan va intervenir en El plor de la ciutat (1948), un títol de cinema negre dirigit per Robert Siodmak. Primers papers secundaris en esplèndides pel·lícules com a House of Strangers (1949) de Joseph L. Mankiewicz o It Happens Every Spring (1949) de Lloyd Bacon, van fer que la bella presència de Debra Paget anés guanyant consistència en el star system de Hollywood.
Altres títols en els quals se li atorga major protagonisme, com el western de Delmer Daves Fletxa trencada (1950), en el qual interpreta a una noia índia, l'especialitzarien en personatges històrics. La dona pirata (1951), pel·lícula de Jacques Tourneur, que Debra co-protagonitza al costat de Jean Peters, Ocell del paradís (1951) de Delmer Daves, una versió de l'obra Els miserables de Victor Hugo titulada Les Misérables (1952), realitzada per Lewis Milestone, Demetri i els gladiadors (1954), de nou sota la direcció de Daves, El príncep valent (1954) de Henry Hathaway, Princess of the Nile (1954) de Harmon Jones, White Feather (1955) de Robert Webb o la superproducció bíblica de Cecil B. DeMille Els Deu Manaments (1956) serien algunes de les seves pel·lícules més destacades en la primera meitat de la dècada dels 50. Després del film dirigit per DeMille, Debra va protagonitzar el títol on va debutar Elvis Presley al cinema, Love Me Tender (1956), tot un èxit de taquilla per a ambdós, qui mantindrien fora del plató una bona i duradora amistat.
A la segona meitat dels anys 50, Debra intervindria en noves pel·lícules en les quals la seva fràgil bellesa brillava en paratges llunyans, apareixent al costat de Cornel Wilde a Omar Khayyam (1957), un biopic sobre el famós escriptor dirigida per William Dieterle, i en dos títols de producció alemanya dirigits per Fritz Lang, Der Tiger von Eschnapur (1958) i Das indische Grabmal (1959), en els quals Debra Paget realitza unes suggestives escenes de dansa.
Al començament de la dècada dels 60 va intervenir en un film italià ambientat a Egipte, Il Sepolcro dei Re (1960), per a finalitzar la seva carrera cinematogràfica amb dues obres del productor i director Roger Corman, en sengles adaptacions de novel·les de l'escriptor Edgar Allan Poe, Històries de terror (1962) i El palau encantat (1963).
Debra es va casar en tres ocasions. El seu primer marit, amb el qual va contraure matrimoni el 1958, va ser l'actor David Street. Es divorciarien en menys d'un any. Més curt seria el seu enllaç amb el director Budd Boetticher, en un matrimoni apassionat que duraria menys d'un mes, entre finals de l'any 1960 i començaments de 1961. El seu últim matrimoni es va celebrar el 1964, casant-se amb un magnat del petroli d'origen xinès, Louis C. Kung. Després d'aquestes darreres noces es va retirar definitivament del cinema.

## Filmografia
| Any  | Títol                                                             | Director               | Rol                     |
| ---- | ----------------------------------------------------------------- | ---------------------- | ----------------------- |
| 1948 | Cry of the City                                                   | Robert Siodmak         | Teena Riconti           |
| 1949 | Mother Is a Freshman                                              | Lloyd Bacon            | Linda                   |
| 1949 | It Happens Every Spring                                           | Lloyd Bacon            | Alice                   |
| 1949 | House of Strangers                                                | Joseph L. Mankiewicz   | Maria Domenico          |
| 1950 | Fletxa trencada                                                   | Delmer Daves           | Sonseeahray             |
| 1950 | Fourteen Hours                                                    | Henry Hathaway         | Ruth                    |
| 1951 | Bird of Paradise                                                  | Delmer Daves           | Kalua                   |
| 1951 | La dona pirata (Anne of the Indies)                               | Jacques Torneur        | Molly LaRochelle        |
| 1952 | Belles on Their Toes                                              | Henry Levin            | Martha Gilbreth         |
| 1952 | Les Misérables                                                    | Lewis Milestone        | Cosette                 |
| 1952 | Stars and Stripes Forever                                         | Henry Koster           | Lily Becker             |
| 1954 | El príncep valent (Prince Valiant)                                | Henry Hathaway         | Ilene                   |
| 1954 | Princess of the Nile                                              | Harmon Jones           | Princess Shalimar/Taura |
| 1954 | Demetri i els gladiadors (Demetrius and the Gladiators)           | Delmer Daves           | Lucia                   |
| 1954 | The Gambler from Natchez                                          | Henry Levin            | Melanie Barbee          |
| 1955 | White Feather                                                     | Robert D. Webb         | Appearing Day           |
| 1955 | Seven Angry Men                                                   | Charles Marquis Warren | Elizabeth Clark         |
| 1956 | The Last Hunt                                                     | Richard Brooks         | Indian girl             |
| 1956 | Els Deu Manaments (The Ten Commandments)                          | Cecil B. DeMille       | Lilia                   |
| 1956 | Love Me Tender                                                    | Robert D. Webb         | Cathy Reno              |
| 1957 | The River's Edge                                                  | Allan Dwan             | Margaret Cameron        |
| 1957 | Omar Khayyam                                                      | William Dieterle       | Sharain                 |
| 1958 | From the Earth to the Moon                                        | Byron Haskin           | Virginia Nicholl        |
| 1959 | The Tiger of Eschnapur                                            | Fritz Lang             | Seetha                  |
| 1959 | The Indian Tomb                                                   | Fritz Lang             | Seetha                  |
| 1960 | Cleopatra's Daughter                                              | Fernando Cherchio      | Seetha                  |
| 1960 | Why Must I Die?                                                   | Roy Del Ruth           | Dottie Manson           |
| 1961 | L'home més perillós del món (Most Dangerous Man Alive)            | Allan Dwan             | Linda Marlow            |
| 1961 | Rome, 1585                                                        | Mario Bonnard          | Esmeralda               |
| 1962 | Tales of Terror (segment: "The Facts in the Case of M. Valdemar") | Roger Corman           | Helene Valdemar         |
| 1962 | El palau encantat (The Haunted Palace)                            | Roger Corman           | Ann Ward                |